# Военный, Мефодий Фёдорович
Мефодий Фёдорович Военный (1862 — ?) — крестьянин, депутат Государственной думы II созыва от Киевской губернии.

## Биография

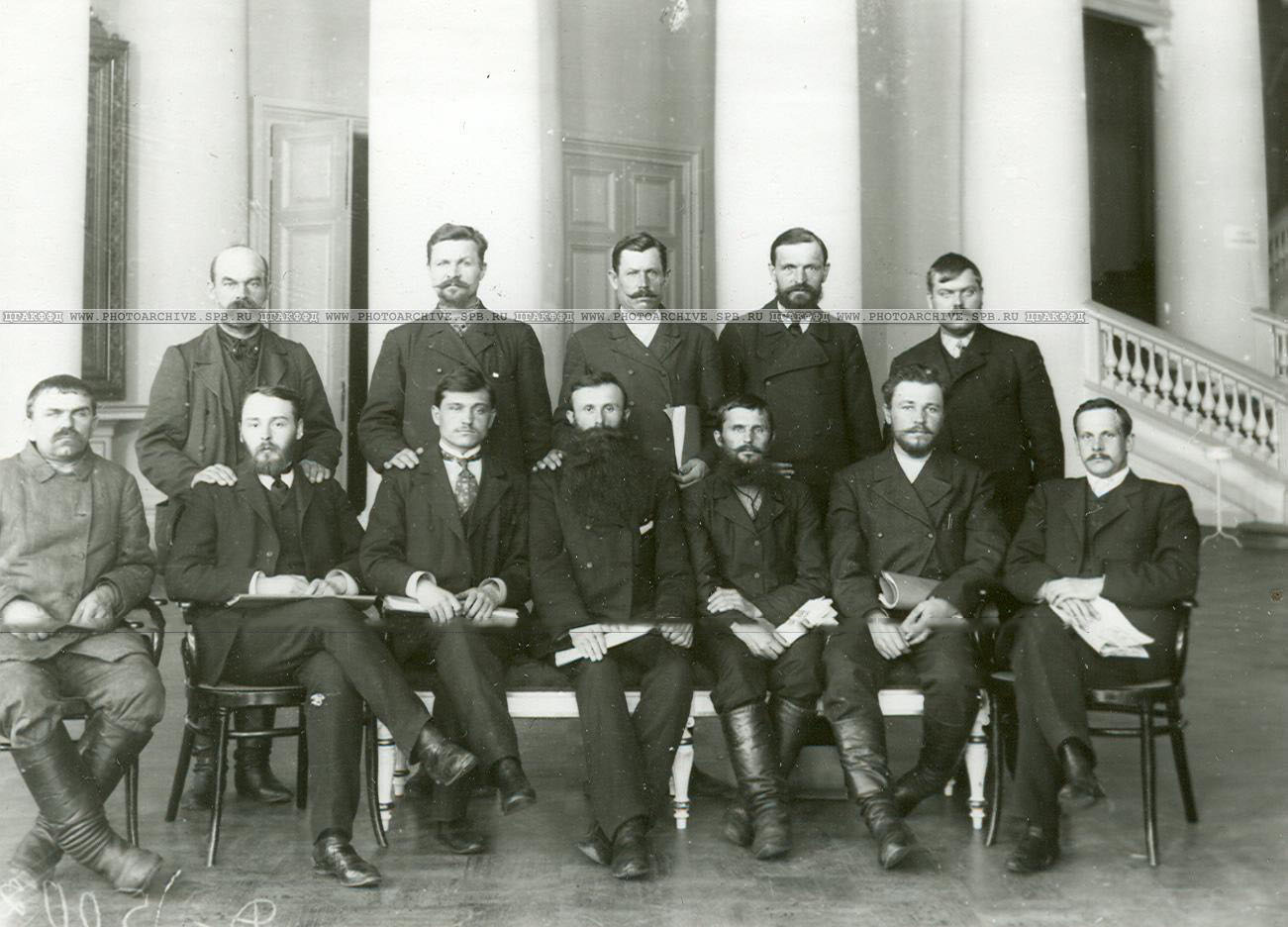
Депутаты 2-й Государственной думы от Киевской губернии. Стоят: Нечитайло С. В., Маляренко К. Е., Военный М. Ф., Михайлюк И. А., Снигирь П. Ф.; сидят: Чеповенко З. Я., Кириенко И. И., Вовчинский М. Н., Гуменко И. А., Сахно В. Г., Краселюк И. Н., Фёдоров Г. Г.

По национальности украинец («малоросс»). Крестьянин местечка Екатеринополь Звенигородского уезда Киевской губернии. Оставался малограмотным. В течение одного года служил волостным судьей. Занимался земледелием на наделе площадью 9,5 десятины.
6 февраля 1907 избран во Государственную думу II созыва от общего состава выборщиков Киевского губернского избирательного собрания. Вошёл в состав Трудовой группы и фракции Крестьянского союза, позднее перешёл в Украинскую громаду. Участвовал в прениях по вопросу о величине контингента новобранцев на призыв 1907.
Дальнейшая судьба и дата смерти неизвестны.

### Рекомендуемые источники
- Российский государственный исторический архив. Фонд 1278. Опись 1 (2-й созыв). Дело 79; Дело 603. Лист 17 оборот.